# Famille spirituelle de Charles de Foucauld

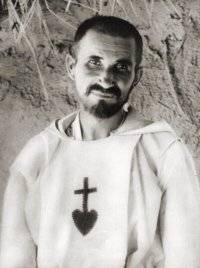
Saint Charles de Foucauld vers 1907.

La Famille spirituelle de Charles de Foucauld est une association qui réunit une grande partie des communautés et associations qui s'inspirent de la spiritualité de Saint Charles de Foucauld.
Elle compte environ treize mille membres. Leur finalité est la même, tout en réunissant des états de vie variés (prêtres, frères laïcs, religieux et religieuses, pères et mères de famille, ou célibataires) dans l'union spirituelle et la fraternité.
La famille comprend en 2019 douze congrégations religieuses et huit associations de vie spirituelle :

## Instituts de vie consacrée
- Petites Sœurs du Sacré-Cœur, congrégation féminine fondée en 1933 à Montpellier
- Petits Frères de Jésus, congrégation masculine fondée en 1933
- Petites Sœurs de Jésus, congrégation féminine fondée en 1939 à Alger
- Petits Frères de l'Évangile, congrégation masculine fondée en 1956 en France
- Petites Sœurs de l'Évangile, congrégation féminine fondée en 1963 en France
- Petites Sœurs de Nazareth, congrégation féminine fondée en 1966 à Gand
- Petits Frères de Jesus-Caritas, congrégation masculine fondée en 1969 en Italie
- Petits Frères de l'Incarnation, congrégation masculine fondée en 1976 à Haïti
- Petites Sœurs du Cœur de Jésus, congrégation féminine fondée en 1977 en République centrafricaine
- Petits Frères de la Croix, congrégation masculine fondée en 1980 au Canada
- Petites Sœurs de l'Incarnation, congrégation féminine fondée en 1985 à Haïti
- Disciples de l'Évangile, congrégation féminine fondée en 2007 en Italie

- Fraternité Jésus Caritas, institut séculier féminin fondé à Ars-sur-Formans en 1952

## Associations de vie spirituelle
- Groupe Charles de Foucauld, association de laïcs fondée en 1922
- Fraternité séculière Charles de Foucauld, fondée en 1950
- Fraternité sacerdotale Jesus-Caritas, fondée en 1951
- Fraternité Charles de Foucauld, association de femmes célibataires
- Union - Sodalité Charles de Foucauld
- Communauté de Jésus (Comunitat de Jesús), fondée à Barcelone en 1968
- Missionnaires de Jésus-Serviteur, fondés au Viêt Nam en 1979

## Personnalités marquantes
- Luc Terlinden (né en 1968), archevêque de Maline-Bruxelles et primat de Belgique.
- René Voillaume (1905-2003), prêtre catholique[2], fondateur de la congrégation des Petits Frères de Jésus en 1933, des Petits Frères de l'Évangile en 1956, puis de celle des Petites Sœurs de l'Évangile en 1963.
- Magdeleine Hutin (1898-1989), est une religieuse catholique, fondatrice des Petites Sœurs de Jésus. Elle est déclarée par l'Église comme « vénérable », le pape François ayant reconnu ses vertus héroïques le 13 octobre 2021[3],[4]
- Philippe Nguyen Kim Dien (1921-1988), archevêque de Hué (Viêtnam) de 1968 à 1988, est l'unique prélat issu des Petits Frères de Jésus depuis leur création.
- Philippe Stevens: Petit Frère de l'Évangile, né le 30 mars 1937 à Quaregnon en Belgique, est évêque de Maroua-Mokolo (Cameroun) de 1994 à 2014.
- Odette Prévost (1932-1995), religieuse des Petites Sœurs du Sacré-Cœur, enseignante et bibliothécaire, tuée à Alger en allant à la messe. Elle est reconnue martyre, et proclamée bienheureuse le 8 décembre 2018.
- Yves Lescanne, membre des  Petits Frères de l'Évangile, français, né le 20 mars 1940 en Gironde. Il s'occupait des enfants abandonnés à travers une petite organisation : « la Belle étoile »[5]. Dans la nuit du 29 au 30 juillet 2002, il est assassiné à Maroua, au Cameroun.
- Bernard Sarnes (28 ans, né le 30 janvier 1936 à Haldenau en Haute-Silésie) et Heinz Eberlein (29 ans, né le 18 juin 1935 à Wingendorf, aujourd'hui quartier de Kirchen), deux Petits Frères de Jésus allemands trouvent le martyre au Congo belge, près de Mambasa, le 26 novembre 1964, alors qu'ils étaient partis évangéliser les Pygmées dans une mission de la forêt vierge.